# Luis Malagón
Luis Ángel Malagón Velázquez (Zamora, Michoacán, México; 2 de marzo de 1997) es un futbolista mexicano profesional que se desempeña como portero. Su equipo es el América de la Primera División de México.

## Trayectoria
Es surgido de las fuerzas básicas del Morelia, debutó en la Copa MX el 16 de febrero de 2016 en un partido entre Monarcas Morelia contra los Rayos de Necaxa y que terminó a favor de Necaxa 2 a 1.
El 21 de diciembre de 2022, el América lo anunció como su nuevo portero.

## Selección nacional

### Sub-23
Malagón fue convocado por Jaime Lozano para participar en el Preolímpico de Concacaf de 2020. En el último partido de la fase de grupos contra Estados Unidos sufrió una lesión en el codo que le hizo perderse el resto del torneo. México ganó la competencia. Posteriormente fue llamado a participar en el Torneo Olímpico de Fútbol de los JJOO de Tokio 2020.

### Participaciones en selección nacional
| Torneo                                  | Categoría | Sede                   | Resultado | Partidos | Goles |
| --------------------------------------- | --------- | ---------------------- | --------- | -------- | ----- |
| Preolímpico de Concacaf de 2020         | Sub-23    | México                 | Campeón   | 3        | 0     |
| Juegos Olímpicos de 2020                | Sub-23    | Japón                  | Bronce    | 0        | 0     |
| Copa de Oro de la Concacaf 2023         | Absoluta  | Estados Unidos- Canadá | Campeón   | 0        | 0     |
| Liga de Naciones de la Concacaf 2024-25 | Absoluta  | Estados Unidos         | Campeón   | 3        | 0     |

## Estadísticas

### Clubes
Actualizado al último partido jugado el 22 de noviembre de 2024.
| Club                      | Div           | Temporada     | Liga  | Liga  | Copas nacionales | Copas nacionales | Torneos internacionales | Torneos internacionales | Total | Total |
| Club                      | Div           | Temporada     | Part. | Goles | Part.            | Goles            | Part.                   | Goles                   | Part. | Goles |
| ------------------------- | ------------- | ------------- | ----- | ----- | ---------------- | ---------------- | ----------------------- | ----------------------- | ----- | ----- |
| Monarcas Morelia · México | 1.ª           | 2015-16       | –     | –     | 3                | 0                | –                       | –                       | 3     | 0     |
| Monarcas Morelia · México | 1.ª           | 2018-19       | 5     | 0     | 7                | 0                | –                       | –                       | 12    | 0     |
| Monarcas Morelia · México | 1.ª           | 2019-20       | 5     | 0     | 4                | 0                | –                       | –                       | 9     | 0     |
| Monarcas Morelia · México | Total club    | Total club    | 10    | 0     | 14               | 0                | —                       | —                       | 24    | 0     |
| Necaxa · México           | 1.ª           | 2020-21       | 26    | 0     | –                | –                | –                       | –                       | 26    | 0     |
| Necaxa · México           | 1.ª           | 2021-22       | 28    | 0     | –                | –                | –                       | –                       | 28    | 0     |
| Necaxa · México           | 1.ª           | 2022          | 18    | 0     | –                | –                | –                       | –                       | 18    | 0     |
| Necaxa · México           | Total club    | Total club    | 72    | 0     | —                | —                | —                       | —                       | 72    | 0     |
| América · México          | 1.ª           | 2023          | 11    | 0     | –                | –                | –                       | –                       | 11    | 0     |
| América · México          | 1.ª           | 2023-24       | 41    | 0     | –                | –                | 12                      | 0                       | 53    | 0     |
| América · México          | 1.ª           | 2024-25       | 17    | 0     | –                | –                | 3                       | 0                       | 20    | 0     |
| América · México          | Total club    | Total club    | 69    | 0     | —                | —                | 15                      | 0                       | 84    | 0     |
| Total carrera             | Total carrera | Total carrera | 151   | 0     | 14               | 0                | 15                      | 0                       | 180   | 0     |

## Palmarés

### Títulos nacionales
| Título                  | Club       | País   | Año  |
| ----------------------- | ---------- | ------ | ---- |
| Primera División        | C. América | México | 2023 |
| Primera División        | C. América | México | 2024 |
| Campeón de Campeones    | C. América | México | 2024 |
| Supercopa de la Liga MX | C. América | México | 2024 |
| Primera División        | C. América | México | 2024 |

### Títulos internacionales
| Título                          | Club   | País                   | Año  |
| ------------------------------- | ------ | ---------------------- | ---- |
| Copa de Oro de la Concacaf      | México | Estados Unidos- Canadá | 2023 |
| Liga de Naciones de la Concacaf | México | Concacaf               | 2025 |
| Copa de Oro de la Concacaf      | México | Estados Unidos- Canadá | 2025 |

### Distinciones individuales
| Distinción                                          | Año     |
| --------------------------------------------------- | ------- |
| Mejor portero del año de la Liga MX                 | 2023-24 |
| Mejor portero de la Liga de Naciones de la Concacaf | 2024-25 |
| Mejor portero de la Copa Oro de la Concacaf         | 2025    |